# Lijst van afleveringen van Het kleine huis op de prairie
Dit is een lijst van afleveringen van de Amerikaanse televisieserie Het kleine huis op de prairie (Engels: Little House on the Prairie). De serie telt 9 seizoenen. 

## Seizoen 1
| #  | Titel aflevering                | Uitzenddatum VS   |
| -- | ------------------------------- | ----------------- |
| 1  | Harvest of Friends              | 11 september 1974 |
| 2  | Country Girls                   | 18 september 1974 |
| 3  | The 100 Mile Walk               | 25 september 1974 |
| 4  | Mr. Edward's Homecoming         | 2 oktober 1974    |
| 5  | The Love of Johnny Johnson      | 9 oktober 1974    |
| 6  | If I Should Wake Before I Die   | 23 oktober 1974   |
| 7  | Town Party-Country Party        | 30 oktober 1974   |
| 8  | Ma's Holiday                    | 6 november 1974   |
| 9  | School Mom                      | 13 november 1974  |
| 10 | The Raccoon                     | 20 november 1974  |
| 11 | The Voice of Tinker Jones       | 4 december 1974   |
| 12 | The Award                       | 11 december 1974  |
| 13 | The Lord Is My Shepherd: Part 1 | 18 december 1974  |
| 14 | The Lord Is My Shepherd: Part 2 | 18 december 1974  |
| 15 | Christmas at Plum Creek         | 25 december 1974  |
| 16 | Family Quarrel                  | 15 januari 1975   |
| 17 | Doctor's Lady                   | 22 januari 1975   |
| 18 | Plague                          | 29 januari 1975   |
| 19 | Circus Man                      | 5 februari 1975   |
| 20 | Child of Pain                   | 12 februari 1975  |
| 21 | Money Crop                      | 19 februari 1975  |
| 22 | Survival                        | 26 februari 1975  |
| 23 | To See the World                | 5 maart 1975      |
| 24 | Founder's Day                   | 7 mei 1975        |

## Seizoen 2
| #  | Titel aflevering                | Uitzenddatum VS   |
| -- | ------------------------------- | ----------------- |
| 1  | The Richest Man in Walnut Grove | 10 september 1975 |
| 2  | Four Eyes                       | 17 september 1975 |
| 3  | Ebenezer Sprague                | 24 september 1975 |
| 4  | In the Big Inning               | 1 oktober 1975    |
| 5  | Haunted House                   | 8 oktober 1975    |
| 6  | The Spring Dance                | 29 oktober 1975   |
| 7  | Remember Me: Part 1             | 5 november 1975   |
| 8  | Remember Me: Part 2             | 12 november 1975  |
| 9  | The Campout                     | 19 november 1975  |
| 10 | At the End of the Rainbow       | 10 december 1975  |
| 11 | The Gift                        | 17 december 1975  |
| 12 | His Father's Son                | 7 januari 1976    |
| 13 | The Talking Machine             | 14 januari 1976   |
| 14 | The Pride of Walnut Grove       | 28 januari 1976   |
| 15 | A Matter of Faith               | 4 februari 1976   |
| 16 | The Runaway Caboose             | 11 februari 1976  |
| 17 | Troublemaker                    | 25 februari 1976  |
| 18 | The Long Road Home              | 3 maart 1976      |
| 19 | For My Lady                     | 10 maart 1976     |
| 20 | Centennial                      | 17 maart 1976     |
| 21 | Soldier's Return                | 24 maart 1976     |
| 22 | Going Home                      | 31 maart 1976     |

## Seizoen 3
| #  | Titel aflevering              | Uitzenddatum VS   |
| -- | ----------------------------- | ----------------- |
| 1  | The Collection                | 27 september 1976 |
| 2  | Bunny                         | 4 oktober 1976    |
| 3  | The Race                      | 11 oktober 1976   |
| 4  | Little Girl Lost              | 18 oktober 1976   |
| 5  | The Monster of Walnut Grove   | 1 november 1976   |
| 6  | Journey in the Spring: Part 1 | 15 november 1976  |
| 7  | Journey in the Spring: Part 2 | 22 november 1976  |
| 8  | Fred                          | 29 november 1976  |
| 9  | The Bully Boys                | 6 december 1976   |
| 10 | The Hunters: Part 1           | 20 december 1976  |
| 11 | The Hunters: Part 2           | 20 december 1976  |
| 12 | Blizzard                      | 3 januari 1977    |
| 13 | I'll Ride the Wind            | 10 januari 1977   |
| 14 | Quarantine                    | 17 januari 1977   |
| 15 | Little Women                  | 24 januari 1977   |
| 16 | Injun Kid                     | 31 januari 1977   |
| 17 | To Live with Fear: Part 1     | 14 februari 1977  |
| 18 | To Live with Fear: Part 2     | 21 februari 1977  |
| 19 | The Wisdom of Solomon         | 7 maart 1977      |
| 20 | The Music Box                 | 14 maart 1977     |
| 21 | The Election                  | 21 maart 1977     |
| 22 | Gold Country: Part 1          | 4 april 1977      |
| 23 | Gold Country: Part 2          | 4 april 1977      |

## Seizoen 4
| #  | Titel aflevering                         | Uitzenddatum VS   |
| -- | ---------------------------------------- | ----------------- |
| 1  | Castoffs                                 | 12 september 1977 |
| 2  | Times of Change                          | 19 september 1977 |
| 3  | My Ellen                                 | 26 september 1977 |
| 4  | The Handyman                             | 3 oktober 1977    |
| 5  | The Wolves                               | 17 oktober 1977   |
| 6  | The Creeper of Walnut Grove              | 24 oktober 1977   |
| 7  | To Run and Hide                          | 31 oktober 1977   |
| 8  | The Aftermath                            | 7 november 1977   |
| 9  | The High Cost of Being Right             | 14 november 1977  |
| 10 | The Fighter                              | 21 november 1977  |
| 11 | Meet Me at the Fair                      | 28 november 1977  |
| 12 | Here Come the Brides                     | 5 december 1977   |
| 13 | Freedom Flight                           | 12 december 1977  |
| 14 | The Rivals                               | 9 januari 1978    |
| 15 | Whisper Country                          | 16 januari 1978   |
| 16 | I Remember, I Remember                   | 23 januari 1978   |
| 17 | Be My Friend                             | 30 januari 1978   |
| 18 | The Inheritance                          | 6 februari 1978   |
| 19 | The Stranger                             | 20 februari 1978  |
| 20 | A Most Precious Gift                     | 27 februari 1978  |
| 21 | I'll Be Waving as You Drive Away: Part 1 | 6 maart 1978      |
| 22 | I'll Be Waving as You Drive Away: Part 2 | 13 maart 1978     |

## Seizoen 5
| #  | Titel aflevering                   | Uitzenddatum VS   |
| -- | ---------------------------------- | ----------------- |
| 1  | As Long as We're Together: Part 1  | 11 september 1978 |
| 2  | As Long as We're Together: Part 2  | 18 september 1978 |
| 3  | The Winoka Warriors                | 25 september 1978 |
| 4  | The Man Inside                     | 2 oktober 1978    |
| 5  | There's No Place Like Home: Part 1 | 9 oktober 1978    |
| 6  | There's No Place Like Home: Part 2 | 16 oktober 1978   |
| 7  | Fagin                              | 23 oktober 1978   |
| 8  | Harriet's Happenings               | 30 oktober 1978   |
| 9  | The Wedding                        | 6 november 1978   |
| 10 | Men Will Be Boys                   | 13 november 1978  |
| 11 | The Cheaters                       | 20 november 1978  |
| 12 | Blind Journey: Part 1              | 27 november 1978  |
| 13 | Blind Journey: Part 2              | 4 december 1978   |
| 14 | The Godsister                      | 18 december 1978  |
| 15 | The Craftsman                      | 8 januari 1979    |
| 16 | Blind Man's Bluff                  | 15 januari 1979   |
| 17 | Dance with Me                      | 22 januari 1979   |
| 18 | The Sound of Children              | 5 februari 1979   |
| 19 | The Lake Kezia Monster             | 12 februari 1979  |
| 20 | Barn Burner                        | 19 februari 1979  |
| 21 | The Enchanted Cottage              | 26 februari 1979  |
| 22 | Someone Please Love Me             | 5 maart 1979      |
| 23 | Mortal Mission                     | 12 maart 1979     |
| 24 | The Odyssey                        | 19 maart 1979     |

## Seizoen 6
| #  | Titel aflevering                       | Uitzenddatum VS   |
| -- | -------------------------------------- | ----------------- |
| 1  | Back to School: Part 1                 | 17 september 1979 |
| 2  | Back to School: Part 2                 | 24 september 1979 |
| 3  | The Family Tree                        | 1 oktober 1979    |
| 4  | The Third Miracle                      | 8 oktober 1979    |
| 5  | Annabelle                              | 15 oktober 1979   |
| 6  | The Preacher Takes a Wife              | 22 oktober 1979   |
| 7  | The Halloween Dream                    | 29 oktober 1979   |
| 8  | The Return of Mr. Edwards              | 5 november 1979   |
| 9  | The King Is Dead                       | 12 november 1979  |
| 10 | The Faith Healer                       | 19 november 1979  |
| 11 | Author! Author!                        | 26 november 1979  |
| 12 | Crossed Connections                    | 10 december 1979  |
| 13 | The Angry Heart                        | 17 december 1979  |
| 14 | The Werewolf of Walnut Grove           | 7 januari 1980    |
| 15 | Whatever Happened to the Class of '56? | 14 januari 1980   |
| 16 | Darkness Is My Friend                  | 21 januari 1980   |
| 17 | Silent Promises                        | 28 januari 1980   |
| 18 | May We Make Them Proud: Part 1         | 4 februari 1980   |
| 19 | May We Make Them Proud: Part 2         | 4 februari 1980   |
| 20 | Wilder and Wilder                      | 11 februari 1980  |
| 21 | Second Spring                          | 18 februari 1980  |
| 22 | Sweet Sixteen                          | 25 februari 1980  |
| 23 | He Loves Me, He Loves Me Not: Part 1   | 5 mei 1980        |
| 24 | He Loves Me, He Loves Me Not: Part 2   | 12 mei 1980       |

## Seizoen 7
| #  | Titel aflevering              | Uitzenddatum VS   |
| -- | ----------------------------- | ----------------- |
| 1  | Laura Ingalls Wilder: Part 1  | 22 september 1980 |
| 2  | Laura Ingalls Wilder: Part 2  | 29 september 1980 |
| 3  | A New Beginning               | 6 oktober 1980    |
| 4  | Fight Team Fight!             | 13 oktober 1980   |
| 5  | The Silent Cry                | 20 oktober 1980   |
| 6  | Portrait of Love              | 27 oktober 1980   |
| 7  | Divorce, Walnut Grove Style   | 10 november 1980  |
| 8  | Dearest Albert, I'll Miss You | 17 november 1980  |
| 9  | The In-laws                   | 24 november 1980  |
| 10 | To See the Light: Part 1      | 1 december 1980   |
| 11 | To See the Light: Part 2      | 8 december 1980   |
| 12 | Oleson vs Oleson              | 5 januari 1981    |
| 13 | Come Let Us Reason Together   | 12 januari 1981   |
| 14 | The Nephews                   | 19 januari 1981   |
| 15 | Make a Joyful Noise           | 26 januari 1981   |
| 16 | Goodbye, Mrs. Wilder          | 2 februari 1981   |
| 17 | Sylvia: Part 1                | 9 februari 1981   |
| 18 | Sylvia: Part 2                | 16 februari 1981  |
| 19 | Blind Justice                 | 23 februari 1981  |
| 20 | I Do, Again                   | 2 maart 1981      |
| 21 | The Lost Ones: Part 1         | 4 mei 1981        |
| 22 | The Lost Ones: Part 2         | 11 mei 1981       |

## Seizoen 8
| #  | Titel aflevering                         | Uitzenddatum VS   |
| -- | ---------------------------------------- | ----------------- |
| 1  | The Reincarnation of Nellie: Part 1      | 5 september 1981  |
| 2  | The Reincarnation of Nellie: Part 2      | 12 september 1981 |
| 3  | Growin' Pains                            | 9 oktober 1981    |
| 4  | Dark Sage                                | 26 oktober 1981   |
| 5  | A Wiser Heart                            | 2 november 1981   |
| 6  | Gambini the Great                        | 9 november 1981   |
| 7  | The Legend of Black Jake                 | 16 november 1981  |
| 8  | Chicago                                  | 23 november 1981  |
| 9  | For the Love of Nancy                    | 30 november 1981  |
| 10 | Wave of the Future                       | 7 december 1981   |
| 11 | A Christmas They Never Forgot            | 21 december 1981  |
| 12 | No Beast So Fierce                       | 4 januari 1982    |
| 13 | Stone Soup                               | 18 januari 1982   |
| 14 | The Legacy                               | 25 januari 1982   |
| 15 | Uncle Jed                                | 1 februari 1982   |
| 16 | Second Chance                            | 8 februari 1982   |
| 17 | Days of Sunshine, Days of Shadow: Part 1 | 15 februari 1982  |
| 18 | Days of Sunshine, Days of Shadow: Part 2 | 22 februari 1982  |
| 19 | A Promise to Keep                        | 1 maart 1982      |
| 20 | A Faraway Cry                            | 8 maart 1982      |
| 21 | He Was Only Twelve: Part 1               | 3 mei 1982        |
| 22 | He Was Only Twelve: Part 2               | 10 mei 1982       |

## Seizoen 9
| #  | Titel aflevering           | Uitzenddatum VS   |
| -- | -------------------------- | ----------------- |
| 1  | Times Are Changing: Part 1 | 27 september 1982 |
| 2  | Times Are Changing: Part 2 | 4 oktober 1982    |
| 3  | Welcome to Olesonville     | 11 oktober 1982   |
| 4  | Rage                       | 18 oktober 1982   |
| 5  | Little Lou                 | 25 oktober 1982   |
| 6  | The Wild Boy: Part 1       | 1 november 1982   |
| 7  | The Wild Boy: Part 2       | 8 november 1982   |
| 8  | The Return of Nellie       | 15 november 1982  |
| 9  | The Empire Builders        | 22 november 1982  |
| 10 | Love                       | 29 november 1982  |
| 11 | Alden's Dilemma            | 6 december 1982   |
| 12 | Marvin's Garden            | 3 januari 1983    |
| 13 | Sins of the Fathers        | 10 januari 1983   |
| 14 | The Older Brothers         | 17 januari 1983   |
| 15 | Once Upon a Time           | 24 januari 1983   |
| 16 | Home Again: Part 1         | 7 februari 1983   |
| 17 | Home Again: Part 2         | 7 februari 1983   |
| 18 | A Child with No Name       | 14 februari 1983  |
| 19 | The Last Summer            | 21 februari 1983  |
| 20 | For the Love of Blanche    | 7 maart 1983      |
| 21 | May I Have This Dance      | 14 maart 1983     |
| 22 | Hello and Goodbye          | 21 maart 1983     |